# Madho Singh
Madho Singh (ur. 1 lipca 1929 w dystrykcie Hoshiarpur, zm. w 2006) – indyjski zapaśnik walczący w stylu wolnym. Dwukrotny olimpijczyk. Zajął piąte miejsce w Rzymie 1960 i odpadł w eliminacjach turnieju w Tokio 1964. Startował w kategorii 79 kg.
- Turniej w Rzymie 1960

Pokonał z Brytyjczyka Alana Buttsa i Włocha Germano Caraffiniego. Przegrał ze Szwedem Hansem Antonssonem i radzieckim Georgijem Szirtladze.
- Turniej w Tokio 1964

Pokonał z Argentyńczyka Julio Graffigna i Brytyjczyka Lena Allena a przegrał z Turkiem İsmailem Oganem i zawodnikiem radzieckim Guramem Sagaradze.